# Хогн
Хогн (калм. Хоhн) — посёлок в Яшкульском районе Калмыкии, входит в состав Гашунского сельского поселения. 
Население — 21 (2010).

## Название
Название посёлка переводится калм. Хоhн на русский язык как тростник. Вероятно название связано с наличием зарослей тростника в окрестностях населённого пункта.

## История
Дата основания посёлка не установлена. Предположительно, как и многие другие населённые пункты района, основан в 1920-е годы в рамках государственной политики по переходу кочевого населения к оседлому образу жизни. На карте РККА, составленной по сведениям на 1936 год посёлок отмечен под названием Хугун.
28 декабря 1943 года калмыцкое население было депортировано. На основании Указом Президиума Верховного Совета РСФСР от 27 декабря 1943 года «О ликвидации Калмыцкой АССР и образовании Астраханской области в составе РСФСР» Хугун, как и другие населённые пункты Черноземельского улуса (района), был передан в состав Астраханской области, в 1952 году — в состав Ставропольского края.
В 1956 году после отмены ограничений по передвижению на территорию бывшей Калмыцкой АССР начали возвращаться калмыки. В 1957 году посёлок передан вновь образованной Калмыцкой автономной области (с 1958 года - Калмыцкая АССР).
К концу 1980-х в посёлке проживало около 140 жителей.

## Физико-географическая характеристика
Посёлок расположен на западе Яшкульского района, в пределах Приергенинской равнины, являющейся частью Прикаспийской низменности, на высоте около 1 метра ниже уровня мирового океана. Рельеф местности равнинный, практически плоский. Развиты формы мезо- и микрорельефа: небольшие бугры, западины, курганы. К 1,3 км к северу от посёлка протекает река Яшкуль. Почвенный покров комплексный: распространены солонцы (автоморфные) и бурые солонцеватые почвы
По автомобильной дороге расстояние до столицы Калмыкии города Элиста составляет 74 км, до районного центра посёлка Яшкуль - 20 км, до административного центра сельского поселения посёлка Гашун - 11 км. 
Как и для всего Яшкульского района, для посёлка характерен резко континентальный климат, с жарким и засушливым летом, практически бесснежной ветреной, иногда со значительными холодами, зимой.
Часовой пояс
Хогн, как и вся Республика Калмыкия, находится в часовой зоне МСК (московское время). Смещение применяемого времени относительно UTC составляет +3:00.

## Население
| 2002 | 2010 |
| ---- | ---- |
| 27   | ↘21  |

Национальный состав
Согласно результатам переписи 2002 года большинство населения посёлка составляли калмыки (93 %).
| Национальность | Численность (2010) | Процент |
| -------------- | ------------------ | ------- |
| Калмыки        | 25                 | 100%    |
| Всего          | 25                 | 100%    |